# Seznam zápasů slovenské fotbalové reprezentace na Mistrovství Evropy
Slovenská fotbalová reprezentace byla celkem 3x na mistrovstvích Evropy ve fotbale a to v letech 2016, 2021, 2024.
- Aktualizace po ME 2024 – Počet utkání – 11 – Vítězství – 3x – Remízy – 2x – Prohry – 6x

| Číslo | Soupeř    | Výsledek   | ME      | Fáze turnaje       | Góly Slovenska                                  |
| ----- | --------- | ---------- | ------- | ------------------ | ----------------------------------------------- |
| 1.    | Wales     | 1 – 2      | ME 2016 | základní skupina B | Ondrej Duda                                     |
| 2.    | Rusko     | 2 – 1      | ME 2016 | základní skupina B | Vladimír Weiss, Marek Hamšík                    |
| 3.    | Anglie    | 0 – 0      | ME 2016 | základní skupina B | Ne                                              |
| 4.    | Německo   | 0 – 3      | ME 2016 | osmifinále         | Ne                                              |
| 5.    | Polsko    | 2 – 1      | ME 2021 | základní skupina E | Wojciech Szczęsny (vlastní POL), Milan Škriniar |
| 6.    | Švédsko   | 0 – 1      | ME 2021 | základní skupina E | Ne                                              |
| 7.    | Španělsko | 0 – 5      | ME 2021 | základní skupina E | Ne                                              |
| 8.    | Belgie    | 1 – 0      | ME 2024 | základní skupina E | Ivan Schranz                                    |
| 9.    | Ukrajina  | 1 – 2      | ME 2024 | základní skupina E | Ivan Schranz                                    |
| 10.   | Rumunsko  | 1 – 1      | ME 2024 | základní skupina E | Ondrej Duda                                     |
| 11.   | Anglie    | 1 – 2 (PP) | ME 2024 | osmifinále         | Ivan Schranz                                    |